# 陳嘉俊 (澳門)
陳嘉俊（英語：Jun Chan ），澳門廣播電視股份有限公司電視節目製作人及主持人。澳門歌手、樂隊主音、演員及澳門電台前DJ。

簡歷
陳嘉俊完成學士、碩士等學歷於ISCTE, Portugal、澳門大學、澳門聖若瑟大學。
於早年奪得「第十屆全能司儀大賽」最具潛質大獎 及 最具人氣大獎，及後獲邀加入澳門廣播電視股份有限公司。
除澳門本地外，曾在澳洲、北京、廣州、深圳、湖北、珠海、香港及台灣等地為政府部門、綜合旅遊休閒企業、商業機構、酒店、社團及婚禮等擔任廣東話、普通話及英語司儀及主持人。亦為部分電視、電台廣告及宣傳影片指定旁白、配音；並為不同單位擔任司儀、演講技巧、口才、主播、新媒體及網絡形象等培訓班導師及分享嘉賓。
個人獎項
| 第十屆<<潛能盡顯－全能MC 大賽>>司儀大賽 | <<最具潛質大獎>> <<最具人氣大獎>> |
| 2013汎澳青年商會「勞」府功高頒獎典禮    | <<最受歡迎歡活動司儀大獎>>        |
| 2012汎澳青年商會以你為榮頒獎典禮        | <<最受歡迎歡活動司儀大獎>>        |
|                                         |                                   |
| Star of USJ 2013聖若瑟大學之星          | <<最具潛質獎>>                    |
| 澳門大學＂HOW O ARE YOU?＂才藝大賽      | <<亞軍>>                          |
| 戲劇農莊BTG好聲音                       | <<亞軍>>                          |
| 五四青年節活動青年歌唱大賽              | <<季軍>>                          |